# Biblioteca Națională a Finlandei
Biblioteca Națională a Finlandei (în finlandeză Kansalliskirjasto, în suedeză Nationalbiblioteket) este cea mai importantă bibliotecă de cercetare din Finlanda. Din punct de vedere administrativ biblioteca este parte componentă a Universității din Helsinki. Până la 1 august 2006 ea a fost cunoscută sub numele de Biblioteca Universitară din Helsinki.
Biblioteca Națională este responsabilă pentru depozitarea și păstrarea patrimoniului cultural finlandez. Potrivit legislației finlandeze, Biblioteca Națională este un depozit legal și primește copii ale tuturor materialelor tipărite, precum și ale materialelor audiovizuale, cu excepția filmelor, produse în Finlanda sau distribuite în Finlanda. Aceste exemplare sunt apoi repartizate de bibliotecă în colecția națională proprie și în colecțiile de rezervă ale altor cinci biblioteci universitare. De asemenea, Biblioteca Națională are obligația de a colecta și de a păstra materialele publicate pe Internet.
Orice persoană care locuiește în Finlanda se poate abona la Biblioteca Națională și poate împrumuta materiale din bibliotecă. Publicațiile din colecția națională a Finlandei, cu toate acestea, nu sunt împrumutate acasă și pot fi consultate doar în sălile de lectură. Biblioteca deține, de asemenea, una dintre cele mai cuprinzătoare colecții de cărți publicate în Imperiul Rus.
Biblioteca Națională este situată în Helsinki, în apropierea pieții Senaatintori. Complexul arhitectural al bibliotecii este format dintr-un corp vechi, proiectat de Carl Ludvig Engel și construit în 1844, și dintr-o extensie mai nouă, denumită Rotunda, proiectată de arhitectul Gustaf Nyström și finalizată în 1906. Cea mai mare parte a colecției se află depozitată în Kirjaluola („grota cărților”), un buncăr subteran cu un volum de 57.600 metri cubi săpat în stâncă solidă, la o adâncime de 18 metri sub bibliotecă.

## Galerie
|                                      |
| Rotunda proiectată de Gustaf Nyström |

|                                        |
| Fabiania (Vedere dinspre Fabianinkatu) |

## Legături externe
- Site web oficial